# Fady Florez
Fady Javier Florez Humanez (Montería, Córdoba, 5 de septiembre de 1974) es un maquillador y diseñador de maquillaje colombiano, conocido por el diseño y dirección de las caracterizaciones que realizó en series como Escobar, el patrón del mal, la selección y los caballeros las prefieren brutas series colombianas con gran reconocimiento internacional.

## Carrera
Comienza sus estudios de artes plásticas y diseño de modas en la ciudad de Bogotá. Su carrera como maquillador inicia haciendo las portadas de las revistas más destacadas de Colombia y algunas del mundo, como lo son:
Vogue, People, Fucsia, Infashion, Enforma, Aló, Novias, Tv y Novelas, Cromos, Diners, Soho, Semana, Don Juan, Stetika, Hola, Nexos, Lincoln Rd, Fuego, Vanidades.

## Filmografía

### Televisión
| Año  | Serie o Telenovela                  |
| ---- | ----------------------------------- |
| 2010 | Los caballeros las prefieren brutas |
| 2012 | Escobar, el patrón del mal          |
| 2013 | La selección                        |
| 2014 | Dueños del paraíso                  |

### Cine
| Año  | Película      |
| ---- | ------------- |
| 2012 | San Andresito |